# Dinnyési-fertő Természetvédelmi Terület
A Dinnyési-fertő Természetvédelmi Terület a nemzetközi jelentőségű vadvizek jegyzékébe Dinnyés és Velence név alatt bejegyzett védett terület (ún. Ramsari terület) déli részét alkotó vizes élőhely Gárdony Dinnyés nevű városrésze és Seregélyes nagyközség között. Kiterjedése 529 hektár, amit 1966-ban nyilvánítottak védetté.
A területet a Velencei-tótól a 7-es főút és a 6213-as út, illetve a Budapest–Murakeresztúr-vasútvonal választja el. A főút és a vasút megépítését megelőzően ez a mocsaras terület hozzátartozott a Velencei-tóhoz, jelenleg a két területet csupán a Dinnyés–Kajtori-csatorna köti össze. A természetvédelmi területet nyugat felől a 62-es főút, kelet felől a 6213-as út, délről a Pusztaszabolcs–Székesfehérvár-vasútvonal fogja közre. Nyugati fele nagyrészt Székesfehérvár közigazgatási területéhez tartozik, a fennmaradó területen három település (délről északra haladva Seregélyes, Gárdony (Dinnyés) és Pákozd) osztozik.
A területen mocsaras és nyílt vizű részek egyformán megtalálhatók. A Dinnyési-fertő egy náddal és kákával borított terület, amit szikes rétek és nádasok öveznek. A területen nagy számban élnek védett orchideák, mint például a hússzínű ujjaskosbor, a poloskaszagú kosbor, az agárkosbor és a vitézvirág.
A halak közül természetvédelmi szempontból fontos a területen megtalálható réti csík. 
1979-ben kezdték el vizsgálni a terület gombáit, ekkor több, Magyarországon addig nem ismert gombafajt találtak, köztük a nádi kígyógombát.